# Аль-Хафіз
Абу-ль-Маймун Абд аль-Маджид ібн Мухаммед аль-Хафіз (*д/н —1149) — фатімідський халіф у 1130—1149 роках.

## Життєпис
Походив з династії Фатімідів. Був сином Мухаммеда, двоюрідним братом халіфа аль-Аміра. На час вбивства останнього у 1130 році нізаритами не існувало офіційного спадкоємця трону. Багато ісмаїлітів вважали законним спадкоємцем Тайїба, малолітнього сина аль-Аміра. Втім владу захопив Абд аль-Маджид, що прийняв ім'я аль-Хафіз.
Прихильники зниклого спадкоємця — тайїбіти — з'явилися незабаром не тільки в Єгипті, але також в Сирії і Ємені. У 1131 році їм вдалося повалити аль-Хафіза, і майже рік країною правив Кутайфа, син вбитого аль-Аміра візира Шаханшаха. Державною релігією в цей час було оголошено тайїбінізм. Але в тому ж році в результаті нового заколоту аль-Хафіз повернувся до влади, а Кутайфа було страчено.
Ще за життя цього халіфа, в 1134, почалася запекла боротьба за владу між його синами, за одним стояли негри і ісмаїліти, а за іншого — тюрки і суніти. Зрештою спадкоємцем оголошено було аз-Зафіра.
Водночас фатімідським військам вдалося, скориставшись розгардіяшем між єрусалимськими правителями Мелісендою та Фулько, зайняти південні міста Палестини, зокрема Аскалон.
На момент смерті аль-Хафіза країна була економічно та військо послаблена, особливо внаслідок внутрішніх чвар. Владу успадкував аз-Зафір.